# Makah

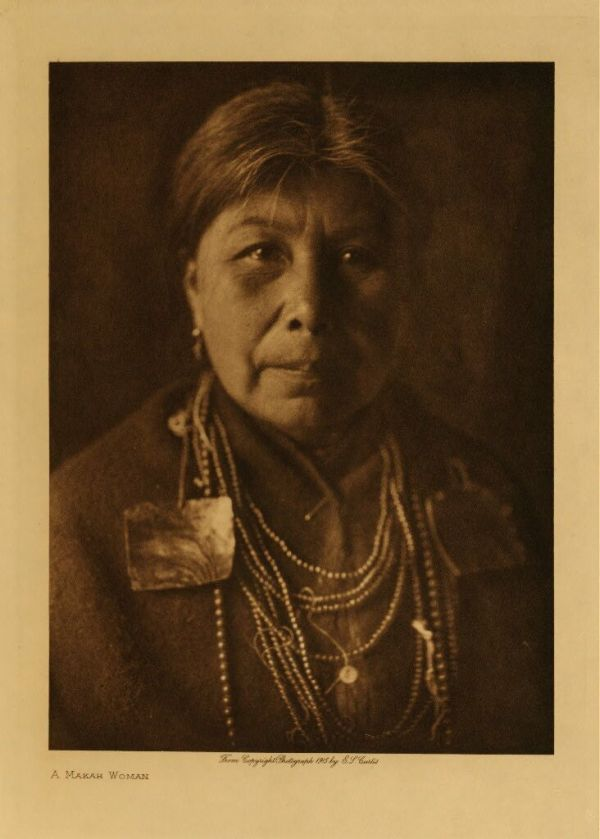
Donna Makah, circa 1900

I Makah sono un popolo di nativi americani che vivono nello stato di Washington, sulla costa nord ovest del Pacifico degli Stati Uniti d'America continentali. Costituiscono la tribù indiana dei Makah, riconosciuta a livello federale, e abitano la riserva Makah.
Linguisticamente ed etnograficamente, sono strettamente legati ai popoli Nuu-chah-nulth e Ditidaht dell'Isola di Vancouver, che vivono al di là dello stretto di Juan de Fuca nella Columbia Britannica in Canada.

## Riserva
I Makah possiedono la riserva omonima sulla punta nord occidentale della penisola Olimpica comprendente l'isola Tatoosh. Vivono all'interno e nei dintorni di Neah Bay, un piccolo villaggio di pescatori lungo lo stretto di Juan de Fuca allo sbocco nell'Oceano Pacifico.
Il popolo Makah si riferisce a se stesso come Kwih-dich-chuh-ahtx (Qʷidiččaʔa·tx̌) che si traduce in qualcosa di simile a "persone che vivono vicino alle rocce e ai gabbiani". Altre traduzioni comprendono "persone che vivono sul promontorio dei gabbiani" e "persone della punta" (visto che abitano la punta della penisola Olimpica), così come molti altri. Makah era un nome dato loro da altri e significa "generoso con il cibo".

## Storia

### Pre coloniale
La ricerca archeologica suggerisce che il popolo Makah ha abitato l'area ora nota come Neah Bay per oltre 3.800 anni. Gli antichi Makah vivevano nei villaggi, abitando in case lunghe di grandi dimensioni costruite con legno di cedro rosso occidentale. Queste case lunghe avevano pareti di assi di cedro. Le assi potevano essere inclinate o rimosse per fornire ventilazione o luce. L'albero di cedro era di grande valore per i Makah, che usavano anche la sua corteccia per fare vestiti e cappelli resistenti all'acqua. Le radici del cedro venivano utilizzate nella fabbricazione di cesti mentre tronchi d'albero venivano scavati per farne delle canoe per cacciare foche, balene grigie e megattere.
I Makah traevano gran parte del loro cibo dall'oceano. La loro dieta consisteva in carne di balena, foca, pesci e un'ampia varietà di molluschi. Cacciavano anche cervi, alci e orsi nelle foreste circostanti. Le donne raccoglievano anche una grande varietà di noci, bacche e piante e radici commestibili per preparare i loro pasti.
Gran parte di ciò che si conosce del modo di vivere degli antichi Makah deriva dalla loro tradizione orale. Le abbondanti prove archeologiche raccolte nel sito del villaggio di Ozette (vedi sotto) hanno fornito molte informazioni sulla vita dei Makah.

### Villaggio di Ozette
All'inizio del XVII secolo, una colata di fango inghiottì parte di un villaggio di Makah vicino al lago Ozette. La frana risparmiò diverse case e il loro contenuto rimasto sconosciuto fino agli anni 1970, quando furono scavate dai Makah e archeologi della Washington State University. Nel corso degli scavi sono stati recuperati oltre 55 000 reperti, che hanno fatto conoscere molte delle attività dei Makah, dalla caccia alla balena e alla foca alla pesca del salmone e dell'halibut. Gli oggetti comprendevano giocattoli, giochi, archi e frecce. La storia orale dei Makah menziona una "grande frana" che aveva inghiottito una porzione di Ozette molto tempo fa.
Nel periodo 1966 e 1967 sono stati eseguiti scavi archeologici, nel sito di Ozette, da parte di Richard Daugherty. Tuttavia, soltanto nel 1970 divenne evidente ciò che era rimasto sepolto. Dopo una tempesta, nel febbraio 1970, l'erosione delle maree portò alla luce centinaia di manufatti in legno ben conservati. Lo scavo del sito di Ozette iniziò poco dopo. Gli studenti universitari lavorarono, con i Makah, sotto la direzione di archeologi che usavano acqua sotto pressione per rimuovere il fango da sei case sepolte. Lo scavo continuò per i successivi undici anni.
Vennero raccolti più di 55 000 manufatti, molti dei quali sono esposti nel Centro di ricerca e cultura dei Makah. Aperto nel 1979, il museo espone repliche di case lunghe e di canoe di cedro per la caccia alle balene e per la pesca.

### Naufraghi giapponesi nel 1834
Nel 1834 una nave in avaria e senza timone, proveniente dal Giappone, si arenò nei pressi di Capo Flattery. I Makah presero i tre sopravvissuti e li tennero schiavi per diversi mesi prima di portarli a Fort Vancouver. Da lì, gli Stati Uniti li trasportarono, via nave, a Londra e quindi in Cina, ma non raggiunsero mai più il Giappone.

### Trattato di Neah Bay

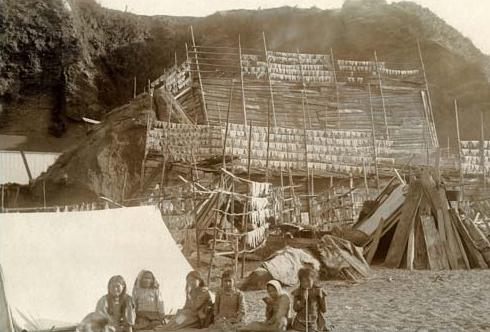
Un insediamento Makah intorno al 1900.

IL 31 gennaio 1855, i rappresentanti della tribù Makah sottoscrissero il Trattato Neah Bay con il Governo federale degli Stati Uniti d'America, cedendo gran parte delle loro terre. Il trattato prevedeva che le terre dei Makah fossero limitate alla riserva Makah nella contea di Clallam tutelando i diritti del popolo Makah per cacciare balene e foche nella regione. La lingua makah non fu usata durante la negoziazione del trattato, e il governo usò la lingua salish. Makah è una pronuncia sbagliata di un termine salish che significa "generoso con il cibo".

## Cultura contemporanea
Nel 1936, la tribù Makah firmò la Costituzione di Makah, accettando l'Indian Reorganization Act del 1934, e istituirono un governo tribale regolarmente eletto. La costituzione prevedeva un Consiglio tribale di cinque membri. Ogni anno il consiglio elegge un presidente. Il Consiglio sviluppa e promulga le leggi per la riserva di Makah.
I dati del censimento tribale del 1999 mostrano che la tribù di Makah aveva 1.214 iscritti e circa 1.079 vivevano nella riserva. Il tasso di disoccupazione era di circa il 51%.
La tribù Makah tiene il suo annuale grande incontro pubblico, (Makah Days), a fine agosto. È caratterizzato da una grande parata e fiera di strada, nonché gare di canoa, giochi tradizionali, canti, balli, feste e fuochi d'artificio.
Molti membri tribali traggono la maggior parte del loro reddito dalla pesca del salmone del Pacifico, dell'halibut, del nasello del Pacifico e di altri pesci marini.

### Etnobotanica
Le donne masticano le radici e le foglie di viola adunca dando alla luce.

## Lingua
La lingua Makah è la lingua indigena parlata dal popolo Makah. Essa si è estinta, come prima lingua, dal 2002, quando morì il suo ultimo madrelingua fluente. Tuttavia, sopravvive come seconda lingua. La tribù Makah sta lavorando per rianimare la lingua e ha creato classi prescolari per insegnarla ai bambini. L'endonimo per Makah è qʷi·qʷi·diččaq.
La tribù Makah appartiene linguisticamente al ramo meridionale di Nootkan della famiglia di lingue wakashan tra le popolazioni indigene del Nord America. Essa è conosciuta anche come qʷi·qʷi·diččaq (qwiqwidicciat) ed è l'unica lingua wakashan parlata negli Stati Uniti. Altre tribù che parlano le lingue wakashan si trovano nella Columbia Britannica, in Canada, immediatamente al di là dello stretto di Juan de Fuca sulla costa occidentale dell'Isola di Vancouver, e verso nord fino ai confini di quella regione.

## Caccia alla balena
La tradizione orale dei Makah riferisce che la loro tradizione di caccia alla balena è stata sospesa e ristabilita più volte. Più recentemente, la pratica è stata sospesa negli anni 1920.
Dopo che la balena grigia è stata rimossa dalla lista delle specie minacciate di estinzione, i Makah hanno rivendicato i loro diritti di caccia alla balena. Con il sostegno e la guida del governo degli Stati Uniti e della International Whaling Commission, hanno cacciato con successo una balena grigia il 17 maggio 1999. Secondo la legge federale, i Makah hanno il diritto di cacciare e uccidere una balena, in genere una balena grigia, ogni anno. Le registrazioni archeologiche e la storia orale indicano che storicamente sono state cacciate un numero significativo di megattere ma erano passati più di 70 anni senza catturare una balena a causa del divieto federale.

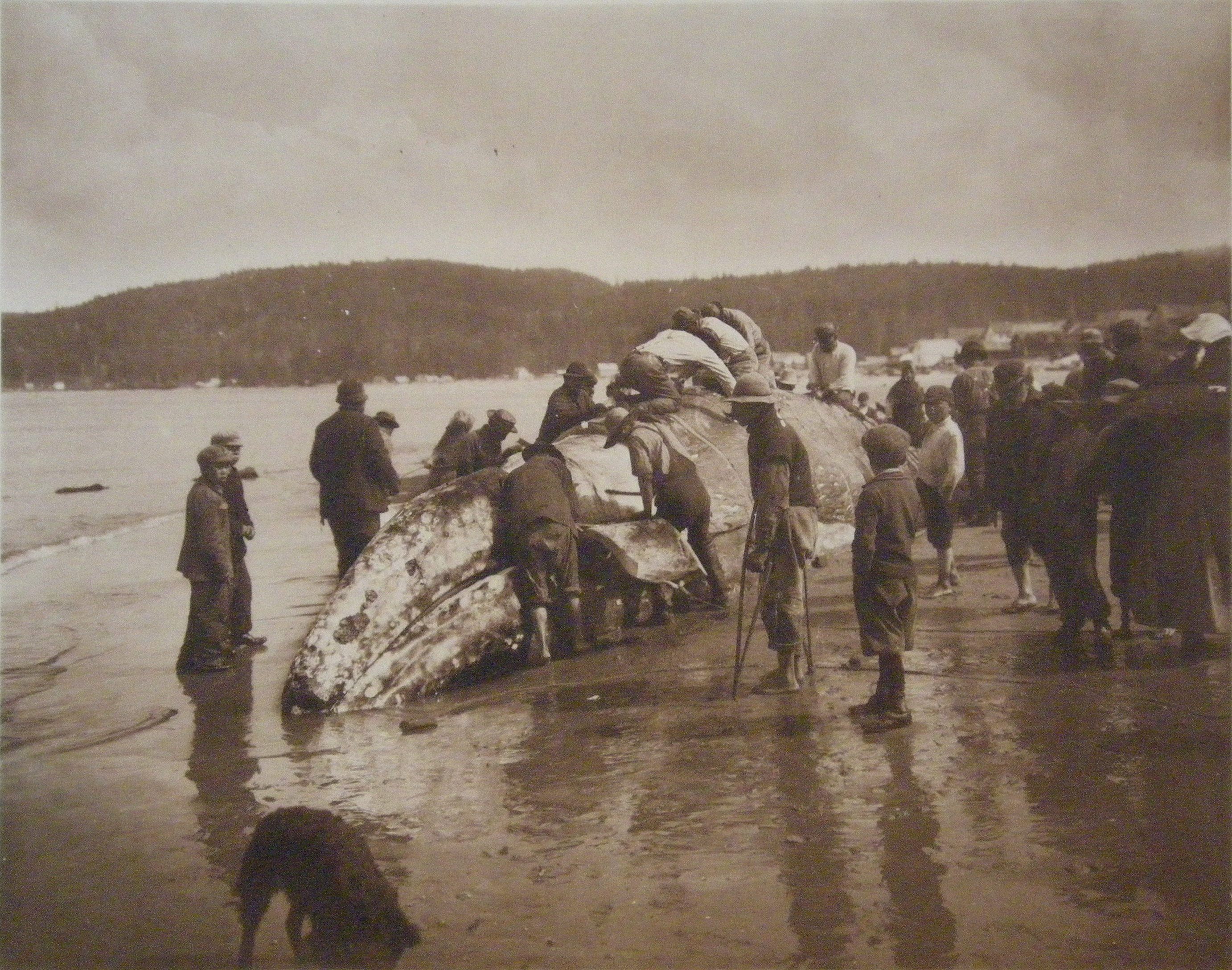
Cacciatori di balene Makah, circa 1910.

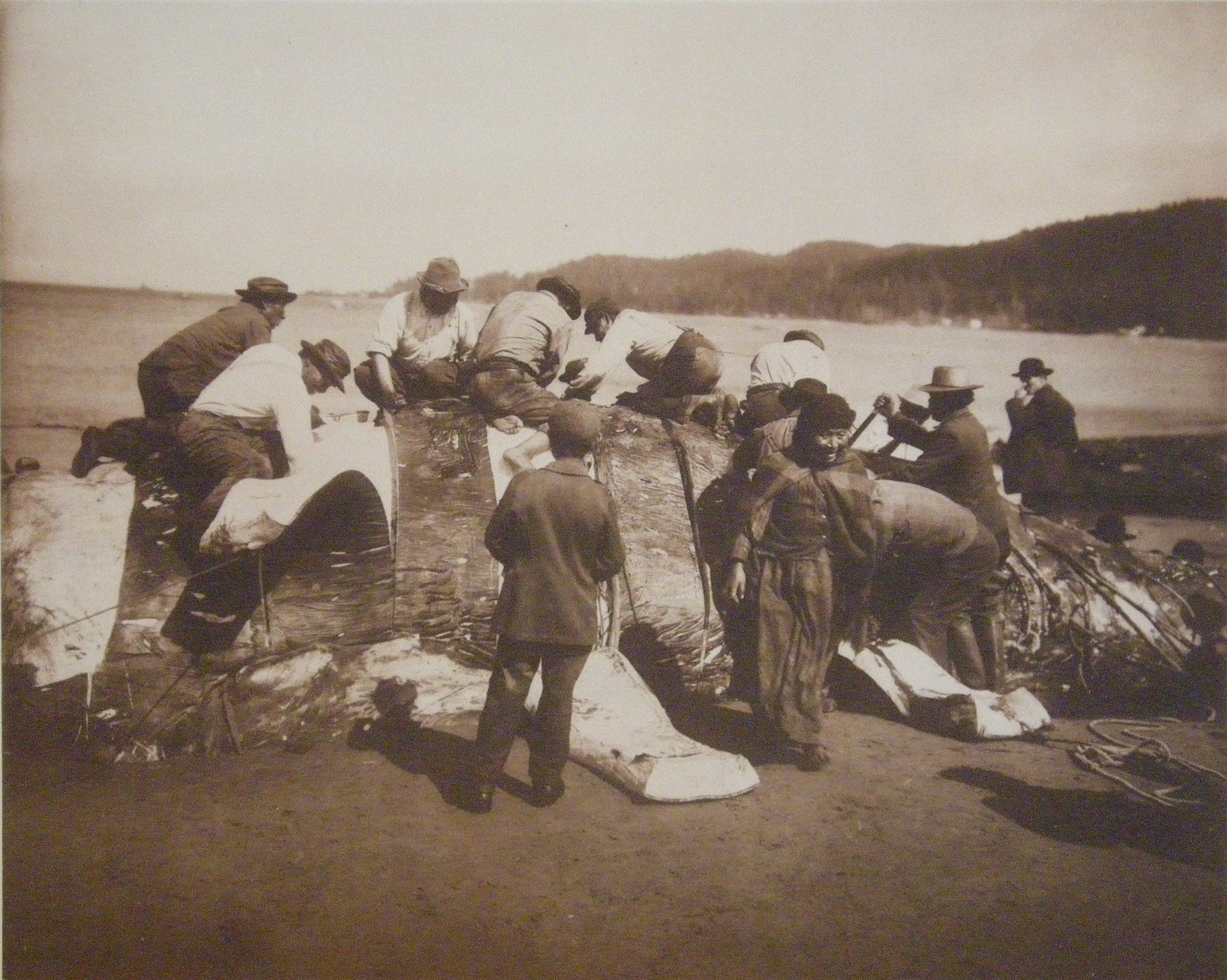
Balenieri di Makah che sscorticano una balena, intorno al 1910.

La tecnica usata dai Makah per la caccia alle balene è difficile e richiede molto lavoro. Gli uomini cacciano da canoe di cedro, ognuna delle quali ospita da sei a nove uomini e, più recentemente, da piccoli pescherecci. Portano questi nell'Oceano Pacifico in acque adiacenti al loro territorio. Esistono diversi criteri tradizionali per determinare la migliore balena da cacciare. Contando le esalazioni della balena, i cacciatori determinano quando la stessa sta per scendere sott'acqua e determinano da questo il momento migliore per colpirla. Avvicinandosi al lato sinistro della balena, il cacciatore colpisce quando questa è sommersa da circa un metro d'acqua, per evitare la forza della coda. L'arpione è lungo da 4,8 a 5,5 metri, composto da due pezzi di legno di tasso uniti insieme. Storicamente, i cacciatori usavano una punta costituita da una conchiglia di cozza, assieme alle punte delle corna dell'elk.
Dalla fine del XX secolo, i cacciatori hanno usato una punta in acciaio "stile yankee", ma hanno mantenuto l'asta di tasso in ragione della sua flessibilità e resistenza all'acqua. Lanciato l'arpione velocemente sulla balena, l'asta si stacca, per essere recuperata più tardi, mentre viene lanciata da una canoa una cima con galleggianti di pelle di foca, per fornire resistenza e indebolire la balena. In passato, la balena veniva ripetutamente colpita con una serie di lance più piccole, che la indebolivano gradualmente uccidendola, spesso dopo alcune ore e, in alcuni casi, giorni. Recentemente, i cacciatori hanno adottato l'uso di un grosso fucile che spara l'arpione, per assicurare un'uccisione più efficiente. L'International Whaling Commission consente quattro cartucce nella caccia alle balene: .458 Winchester Magnum, .460 Weatherby Magnum, .50 BMG, e .577 Tyrannosaur, che i Makah hanno usato nella caccia del 1999.
Una volta che la balena è stata uccisa, un membro dell'equipaggio chiamato "subacqueo" salta in acqua e incide dei fori nella parte inferiore e superiore della mascella della balena, a cui sono attaccati un cavo di rimorchio e un galleggiante. Ciò mantiene la bocca della balena chiusa e impedisce alla carcassa di riempirsi d'acqua e di affondare. I cacciatori rimorchiano la balena a riva, dove vengono ricevuti dai membri del villaggio.
Vengono quindi eseguite cerimonie e canzoni tradizionali per accogliere lo spirito della balena. A seguito di ciò, la balena viene suddivisa in modo preciso e tradizionale, con alcune famiglie che hanno diritto ad ottenere tagli particolari. Il "pezzo da sella" situato a metà strada tra il centro della schiena e la coda è di proprietà di chi ha sparato l'arpione, che viene portato a casa sua dove viene eseguita una cerimonia speciale. La carne e l'olio vengono distribuiti ai membri della comunità e gran parte viene consumata durante un potlatch.
I Makah asseriscono che il loro diritto alla caccia delle balene è garantito dal trattato di Neah Bay del 1855, che afferma in parte: "Il diritto di pescare e di cacciare o cacciare con metodi e sistemi abituali è ulteriormente assicurato a detti indiani in comune con tutti i cittadini degli Stati Uniti."
Nel settembre 2007, cinque membri della tribù Makah hanno sparato a una balena grigia usando un fucile calibro .460, simile a quello usato nella caccia all'elefante, nonostante i regolamenti imposti per la caccia alle balene. La balena morì dopo 12 ore, affondando mentre si dirigeva verso il mare dopo essere stata confiscata e sganciata dalla Guardia costiera degli Stati Uniti. Il consiglio tribale denunciò l'uccisione e annunciò l'intenzione di citare i responsabili alla corte tribale.

## Riferimenti culturali e letterari
- Il libro Never Trust a White Man di Arlyn Conly è un racconto di un insegnante bianco di economia domestica che aveva prestato servizio nella scuola superiore di Neah Bay alla fine degli anni 1950.
- La scena finale del film di Jim Jarmusch Dead Man si svolge in un villaggio Makah ricostruito. Molti degli attori che interpretano la scena sono membri tribali Makah e i dialoghi sono in lingua makah.
- Il libro Indian Days at Neah Bay di James G McCurdy descrive la vita a Neah Bay nei primi giorni dell'istruzione obbligatoria. È raccontato dal punto di vista del figlio della maestra di scuola.
- Il libro per ragazzi Ghost Canoe (1998) di Will Hobbs si svolge nella riserva e nei suoi dintorni.
- Il libro Voices of a Thousand People (2002) di Patricia Peirce Erikson, con Helma Ward & Kirk Wachendorf, racconta la fondazione del Centro culturale e di ricerca Makah e il lavoro per preservare il loro patrimonio.
- Lo scrittore francese Frédéric Roux pubblicò il romanzo L'hiver indien (2007) (L'inverno indiano). L'azione si svolge tra i Makah nel nord-ovest dello stato di Washington ed esplora la lotta tra tradizioni e modernità.
- Il romanzo storico-avventuroso When Wolf Comes (2009) di John Pappas offre uno sguardo dettagliato sulla vita del popolo Makah del 1801.
- Il libro per ragazzi Written in Stone (2014) di Rosanne Parry si svolge negli anni 1920 nella tribù Makah. È basato sulla storia di una ragazza orfana che lavora per preservare la cultura del suo popolo.
- La canzone "The Renegade" di Ian and Sylvia, racconta il conflitto nella vita del figlio di una "madre Makah che sposa un uomo bianco" (il testo originale impreciso è "Klahowya" che è un saluto nella lingua estinta Chinook Wawa).